# Ilhas Cayman nos Jogos Olímpicos de Verão de 1976
As Ilhas Cayman competiram nos Jogos Olímpicos pela primeira vez nos Jogos Olímpicos de Verão de 1976 em Montreal, Canadá.
Anteriormente, as Ilhas Cayman competiram sob a bandeira da Jamaica, uma dependência do Império Britânico até a indpendência jamaicana em 1962. As Ilhas Cayman também competiram sob a Federação das Índias Ocidentais em 1960.